# Shusaku Hirasawa
Shusaku Hirasawa (født 5. marts 1949) er en japansk fodboldspiller.

## Japans fodboldlandshold
| Japans landshold | Japans landshold | Japans landshold |
| År               | Kmp              | Mål              |
| ---------------- | ---------------- | ---------------- |
| 1972             | 2                | 0                |
| 1973             | 4                | 1                |
| 1974             | 5                | 0                |
| Total            | 11               | 1                |